# Hiemosc
El hiemosc (Hyemoschus aquaticus) és un petit remugant que viu a l'Àfrica tropical. És la més gran de les espècies de tragúlids, artiodàctils evolutivament primitius que són similars als cérvols però que són poc més grans que un gos petit. El hiemosc viu principalment a les costes de l'oest d'Àfrica i les selves pluvials de l'Àfrica central.